# Leucothyreus sabinus
Leucothyreus sabinus är en skalbaggsart som beskrevs av Ohaus 1931. Leucothyreus sabinus ingår i släktet Leucothyreus och familjen Rutelidae. Inga underarter finns listade i Catalogue of Life.